# Oliveira da Figueira
Senhor Olivera er en figur i tegneserien Tintin. Han optræder først  i Faraos cigarer, så i Landet med det sorte guld, hvor han sælger varer til professor Smith. I Koks i lasten hjælper han Tintin med at finde en guide til hans tur sammen med kaptajn Haddock til Djebel.
Senhor Olivera da Figueras er en fremtrædende sælger.